# モートラック蒸留所
モートラック蒸留所（モートラックじょうりゅうじょ、Mortlach Distillery）は、スコットランドのスペイサイドにあるスコッチ・ウイスキーの蒸留所。
「2.81回蒸留」と呼ばれる他に類を見ない複雑な蒸留方式を取っていることで知られ、そのミーティ（meaty、肉々しい）な味わいは「ダフタウンの野獣」と評される。

## 歴史

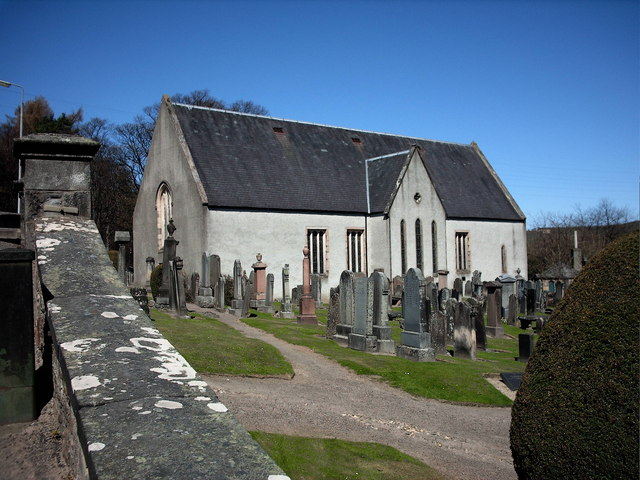
モートラック教区教会

モートラック蒸留所は1823年にジェームズ・フィンドレーターによってダフタウンで創業した。「モートラック」は地元の教会であるモートラック教区教会に由来し、ゲール語で「椀状のくぼ地」を意味する。土地はマクダフ伯爵から借り受けており、場所はダフタウンの市街地のはずれ、フィディック川とダラン川（w:Dullan Water）の合流地点に建設された。1823年創業というのはダフタウンの合法蒸留所としてはもっとも古く、次に古いのが1887年創業のグレンフィディック蒸留所である。なお、グレンフィディックの創業者であるウィリアム・グラントは独立する前はモートラックで20年間働いていた。
創業後は一般的なスコッチ・ウイスキーの蒸留所の例に漏れず幾度も所有者が変わっていく。創業翌年の1824年にはドナルド・マッキントッシュ、アレクサンダー・ゴードンが共同所有者として参画し、1831年にはジョン・ロバートソンに、1832年にはA&Tグレゴリー社に、1837年にはグラント兄弟によって買収された。グラント兄弟は蒸留所の設備を解体してグレングラント蒸留所に転用したため、モートラックはしばらくウイスキーの生産が途絶えることになった。なお、その間は醸造所や自由教会の集会所などに転用されていた。1851年になるとジョン・ゴードンのもとで生産を再開し、1853年にはジョージ・コウィーが共同所有者として参画、1867年にゴードンが死亡するとコウィーが単独の所有者となった。コウィー家時代の1897年にはポットスチルを3基から6基に増設したことで、当時ではハイランド地方最大の蒸留所になった。また、現在も行われている「2.81回」蒸留はジョージの息子のアレクサンダー・コウィーによって導入された。1923年にはコウィー家の手から離れてジョン・ウォーカー&サンズ社へ、1925年にはディスティラーズ・カンパニー（DCL社）傘下に収まる。この頃からジョニーウォーカーのブレンド用原酒の提供が始まった。その後は1986年にDCL社がギネスの傘下になり、ユナイテッド・ディスティラーズ（UD）に社名を変更した。1998年にはギネスが合併してディアジオとなったため、モートラックは現在ディアジオの傘下にある。

## 製造
モートラック蒸留所の製造工程は、通称「2.81回蒸留」と呼ばれる非常に複雑な蒸留工程が特徴的であり、その複雑さは「職人でも理解するのに半年はかかる」と言われる。年間生産能力は380万リットル。

### 製麦・仕込み・発酵
仕込みは1回あたり麦芽12トンを消費する。蒸留所でのモルティングは1968年を最後に行われなくなっており、現在はモルトスターから調達している。仕込み水はジョックス・ウェルの泉から採られている。ウォッシュバック（発酵槽）はカラマツ製のものが6基あり、発酵時間は50～60時間ほど。

### 蒸留

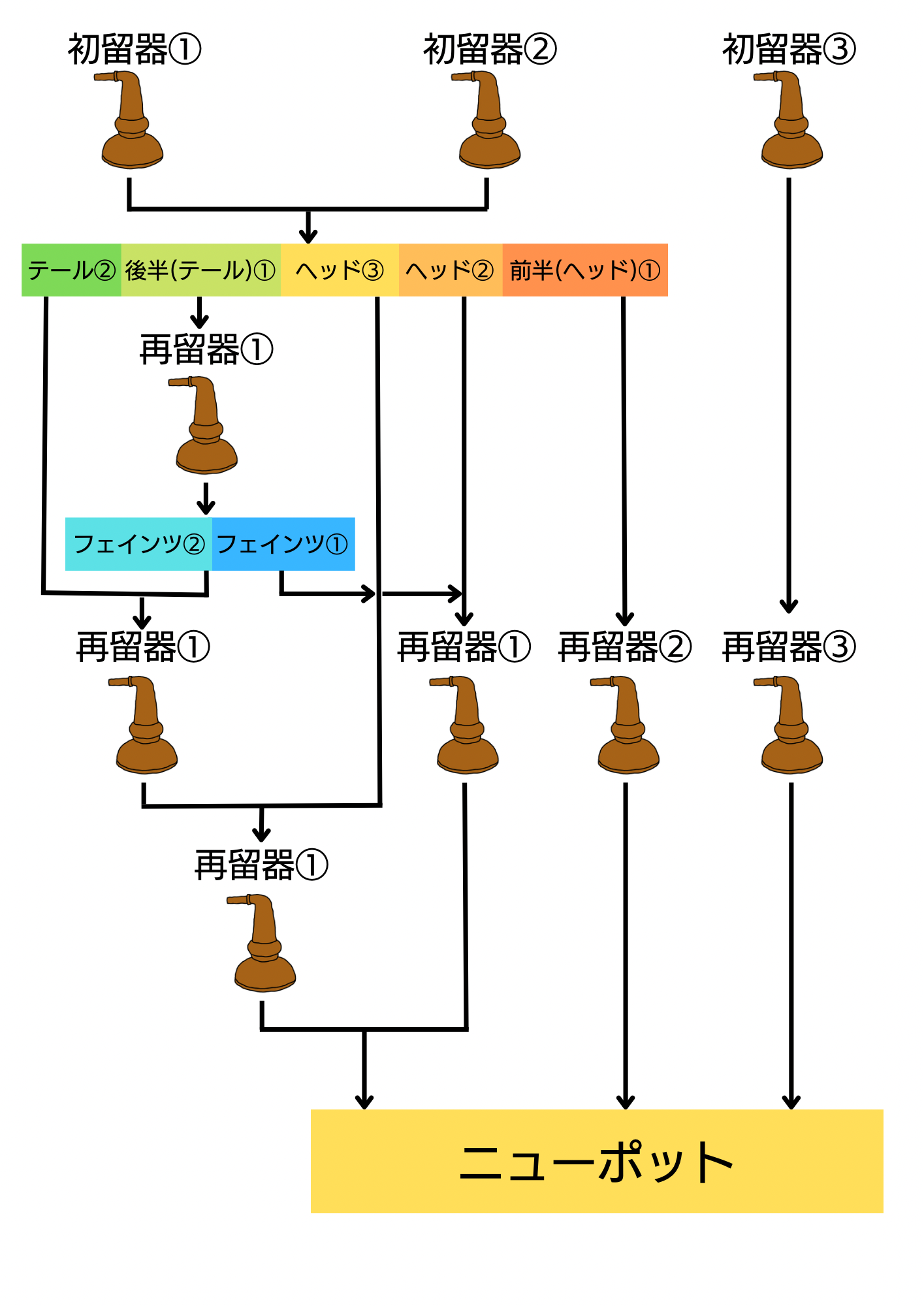
蒸留工程の図説

モートラック蒸留所には初留器と再留器がそれぞれ3基ずつある。初留器は容量17,500リットルのものが1基、7,500リットルのものが2基あり、再留器は容量9,000リットル、8,500リットル、8,000リットルのものが1基ずつある。形状はすべてバルジ型だが、サイズや細部の形状はすべて違っている。これらを使い分けることで3種類の原酒を造り分けている。以降、蒸留器を区別する便宜上、初留器、再留器ともにそれぞれ(1)から(3)の番号を振って説明する。
まずひとつが17,500リットルの初留器(3)と9,000リットルの再留器(3)を用いた2回蒸留の原酒であり、これは一般的な2回蒸留のウイスキーと何ら変わらない。これによってモートラックの本来の味わいを表したニューポットができあがる。
ここからがモートラック特有の複雑な製法になる。まず初留器(1)と初留器(2)で蒸留した原酒を「ヘッド」（前半）と「テール」（後半）のふたつに分ける。前半のヘッドは度数が高く、後半のテールになると度数が低くなっていく。そしてヘッドのうち半分（図のヘッド(1)）はそのまま再留器(2)へ送られ、度数が高く華やかな味わいのニューポットになる。残りの原酒は再留器(1)、通称「ウィー・ウィッチ」（Wee Witch、「小さな魔女」の意味）によって複雑な蒸留が行われる。まずテール(1)がウィー・ウィッチにかけられ、低アルコールで香味成分をたっぷり含んだ重厚な「フェインツ」が造られる。フェインツもふたつに分けられ、フェインツ(1)はヘッド(2)と混ぜられ、ウィー・ウィッチで3度目の蒸留を行う（A）。フェインツ(2)はテール(2)と混ぜられてウィー・ウィッチで3度目の蒸留を行ったあと、ヘッド(3)を混ぜてウィー・ウィッチで4度目の蒸留を行う（B）。そして最後に（A）と（B）を混ぜることで、ヘビーかつオイリーで香味成分をたっぷりと含んだ複雑なニューポットが完成する。そしてここまでに作られた3種類のニューポットを混ぜ合わせることで、「2.81回」蒸留されたモートラックの原酒ができあがる。そしてこの独特かつ複雑な工程によって、モートラックの複雑かつ重厚でミーティ（meaty、肉々しい）フレーバーが生まれる
冷却装置には伝統的なワームタブを採用しており、これもモートラック特有の厚みある味わいに影響を与えているとされる。冷却水はダラン川の水を使用している。

### 熟成
モートラック蒸留所にはダンネージ式の熟成庫が5つあり、熟成に使う樽はシェリー樽が多い。

## 製品

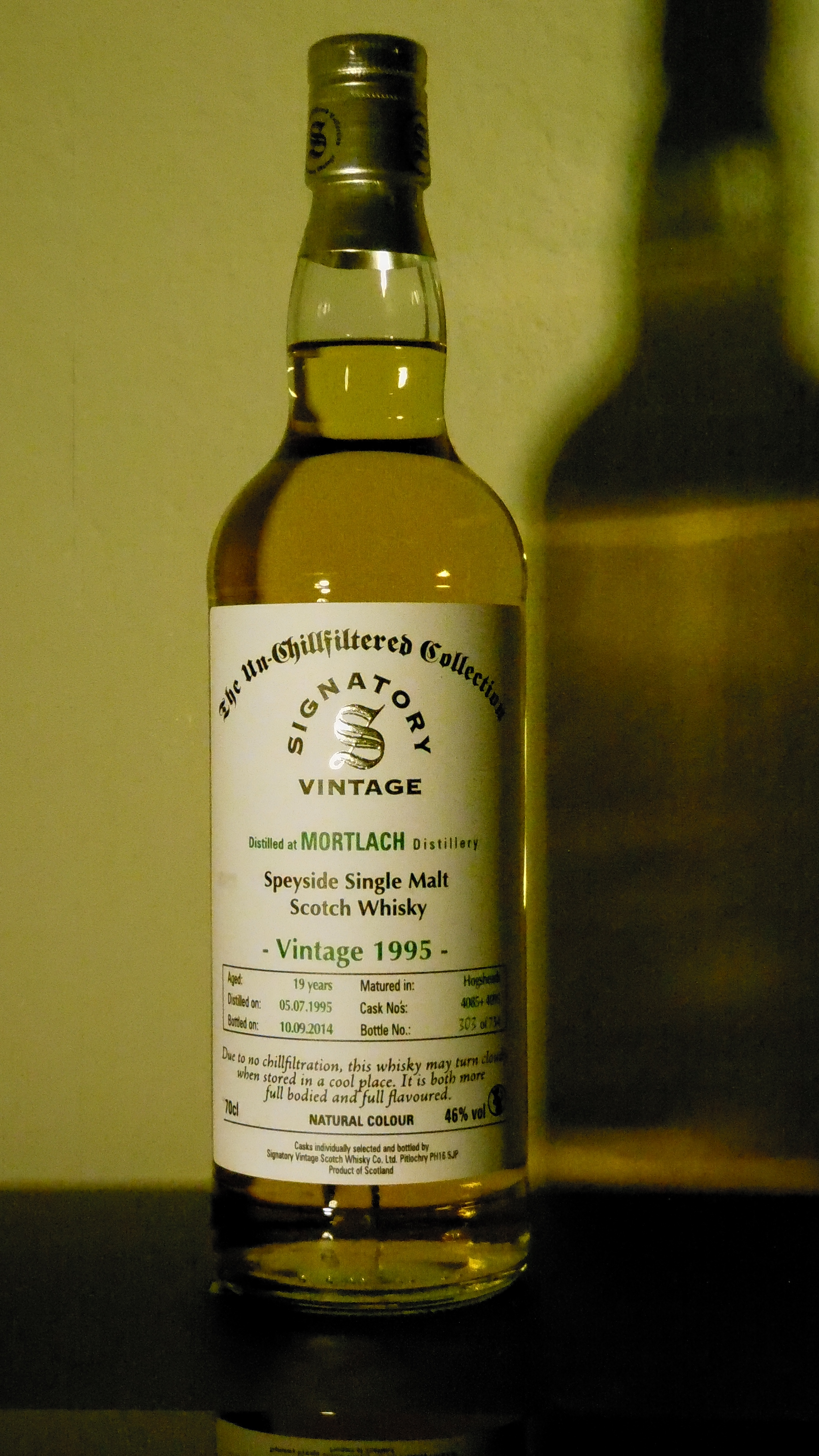
シグナトリー・ヴィンテージのモートラック1995年

モートラックはブレンデッドウイスキー用の原酒として使われることが多く、シングルモルトウイスキーとして販売されるものは、ごく少数であった。最も古い国内正規品は1981年よりジョン・ウォーカー&サンズの正規12年ボトルが流通していた。ボトラーズの物としてはゴードン&マクファイルと昔から関係が深く、1960年代から蒸溜所公認の「蒸溜所ラベルシリーズ」をリリースしていた。1991年にUD（ユナイテッド・ディスティラーズ、現在のディアジオ社）の「花と動物シリーズ」に取り上げられて、16年が流通するようになった。2014年に「レアオールド」「スペシャルストレングス」「18年」「25年」といった4種類のオフィシャルボトルがリリースされたのを皮切りに、現在はシングルモルトにも、力が入れられている

### 現行のラインナップ
モートラック12年
ヨーロピアンオーク樽とアメリカンオーク樽で熟成させた原酒を使用している。評論家の土屋守はその味わいを「ダフタウンの野獣としては、まだ若く、大人しい」と評している。
モートラック16年
ファーストフィルおよびリフィルのヨーロピアンオーク樽のみで熟成させた原酒を使用している。
モートラック20年
ファーストフィルおよびリフィルのヨーロピアンオーク樽のみで熟成させた原酒を使用している。

### 使用されているブレンデッドウイスキー
- ジョニーウォーカー[19]

## 評価

### 風味
モートラックの厚みのある味わいはブレンデッドウイスキーを造るブレンダーからの評価が高く、「ダフタウンの野獣」「ディアジオの異端児」などと評されている。また、モートラックが保管している古い書類ではその肉々しい味わいが「オクソ・キューブ」（固形状の牛肉スープ）、と「ボブリル」（スープ用牛肉エキス）と喩えられている。
評論家のマイケル・ジャクソンはモートラックのハウススタイルを「スペイサイドの古典的ウイスキー：エレガントで花のようであるが、また、力強い。はなはだしく複雑、非常な長さをともなう。食後酒か就寝時」と評し、「良質のスペイサイド・シングル・モルトから得られる全ての喜びが、このモートラックにおいて見出される」と述べている。
評論家の土屋守は「かすかなスモーキーさの中に華やかなフルーツ香があり、ボディは充実、シェリー酒の甘味がある。そんなスペイサイド・モルトのよさをすべて備えたモルトウイスキーといわれるのが、このモートラックだ」と評している。

### 受賞歴
ワールド・ウイスキー・アワードでは、2016年に「モートラック25年」「モートラック レア・オールド」が銀賞を、2017年に「モートラック18年」「モートラック スペシャルストレングス」が金賞をそれぞれ受賞している。